# 原子修
原子 修（はらこ おさむ、1932年11月13日 - 2024年1月30日）は、日本の詩人、劇作家。札幌大学名誉教授、日本文芸家協会会員、日本現代詩人会会員。

## 人物
北海道函館市生まれ。北海道学芸大学（現在の北海道教育大学）卒。24歳で処女作『第一詩集』刊行。札幌市教育委員会文化課長、札幌彫刻美術館館長などを歴任。1989年札幌大学教養部教授、総合文化部教授、2003年定年退任、名誉教授。
北海道の縄文文化に関心が深く、『縄文の花』『縄文の夜明け』といった詩劇や叙事詩を発表した。また、北海道龍馬会の会長も務めた。
2024年1月30日、小樽市内の病院で、肺炎のため死去した。91歳没。

## 受賞歴
- 昭和43年 北海道詩人賞受賞
- 昭和51年 北海道芸術新賞受賞
- 昭和53年 北海道文化奨励賞受賞
- 平成3年 札幌市民芸術賞受賞
- 平成7年 『未来からの銃声』で第28回日本詩人クラブ賞受賞
- 平成10年 北の児童文学賞特別賞受賞
- 平成10年 北海道文化賞受賞
- 平成27年 『叙事詩　原郷創造』で第49回北海道新聞文学賞受賞

## 作品一覧
著作
- 鳥影 詩集 北書房 1967
- 人類パニック 生きのこるただ一つの道 講談社 1978.9
- 札幌の彫刻をうたう 彫刻詩集 みやま書房 1981.10
- 北海道野外彫刻ガイド 北海道新聞社 1985.4
- 球体思考 「ハコの時代」から「球の時代」へ 北海道教育社 1987.12
- 原子修詩集 土曜美術社 1990.6 (日本現代詩文庫)
- 宮沢賢治論 銀河のいざない 土曜美術社出版販売 1993.4 (現代詩人論叢書)
- 幻想天の河まつり 北のメルヘン 土曜美術社出版販売 1994.3
- 月と太陽と子どもたち 子どもの権利条約童話 木のおもちゃワールド館"ちゃちゃワールド" 1997.7
- ゆきちゃんの不思議な旅 しりべし物語 北海道後志支庁 1999.3
- 〈現代詩〉の条件 詩論 書肆青樹社 2005.10
- モンゴルの白い馬 柏艪舎 2006.7
- 幼いユリカに 柏艪舎 2006.10
- 龍馬異聞 秘め火 柏艪舎 2012.10
- 光の矢 詩集 土曜美術社出版販売 2012.11
- 叙事詩 原郷創造　共同文化社 2014.9

翻訳
- ウスケシ物語 / ディトリンデ・ユスト みやま書房 1981.9

舞台
- 詩劇  　バラオン 1977
- 詩劇　エゴティーヌ 1978
- 詩劇　コシャマイン 1989
- 詩劇　妖火―龍馬は死なず 2008
- 詩劇　鬼火―龍馬は死なずⅡ 2010
- 詩劇　縄文の夜明け 2011
- 詩劇　縄文の花 2012

- その他詩劇53作品118公演を道内・道外・海外で実施。（2012年現在）

## 参考
1. 1 2  「原子修さん死去 91歳 道内詩壇けん引」『北海道新聞』北海道新聞社、2024年2月10日、全道朝刊、28面。
2. ↑  “札幌市民芸術賞 - 原子修”. 札幌芸術賞・札幌文化奨励賞 受賞者と作品の紹介.  札幌市役所. 2024年2月10日閲覧。
3. ↑  “詩劇「縄文の花」作・芸術監督 原子修”.   エス・アール. 2016年8月5日時点のオリジナルよりアーカイブ。2012年11月30日閲覧。